# Armose Station
Armose Station er en dansk jernbanestation i Armose.